# Sony Ericsson K750
Sony Ericsson К750i е представен през юни 2005 г. Той е наследник на K700, а наследника му е K800i, който е пуснат на пазара през 2006 г.
Преди да е пуснат на пазара, К750 е познат под кодовото си име Клара.

## Дизайн
Телефонът тежи 99 грама. Задната част е направена като дигитална камера и се държи вертикално при снимане. Централния джойстик е използван за избиране и за навигиране през менютата, бутонът „С“ се използва за 'изтриване', а бутонът със стрелка се използва за 'връщане'. Също така има два бутона изобразени с лента, които се наричат 'леки' или 'бързи бутони'. Бутонът за снимане се намира отстрани, за да може когато се снима вертикално, бутонът да е на удобно място. Медия плейър-а поддържа WAV/MP3/AAC аудио формати и 3GP/MPEG-4 видео формати. Има слот за Memory Stick PRO Duo и гумен предпазител. Телефонът има handsfree слушалки, които са и антена.

## Детайли
Екранът е 176×220 пиксела. Има 34 МВ памет и Memory Stick Pro Duo с 64 МВ заедно с телефона. Телефонът поддържа GPRS, HSCSD, Bluetooth, Infrared и USB